# Provincia Oran
Provincia Oran (în arabă وهران) este o unitate administrativă de gradul I (wilaya) a Algeriei. Reședința sa este orașul Oran.